# The Olde Bell (Rye)

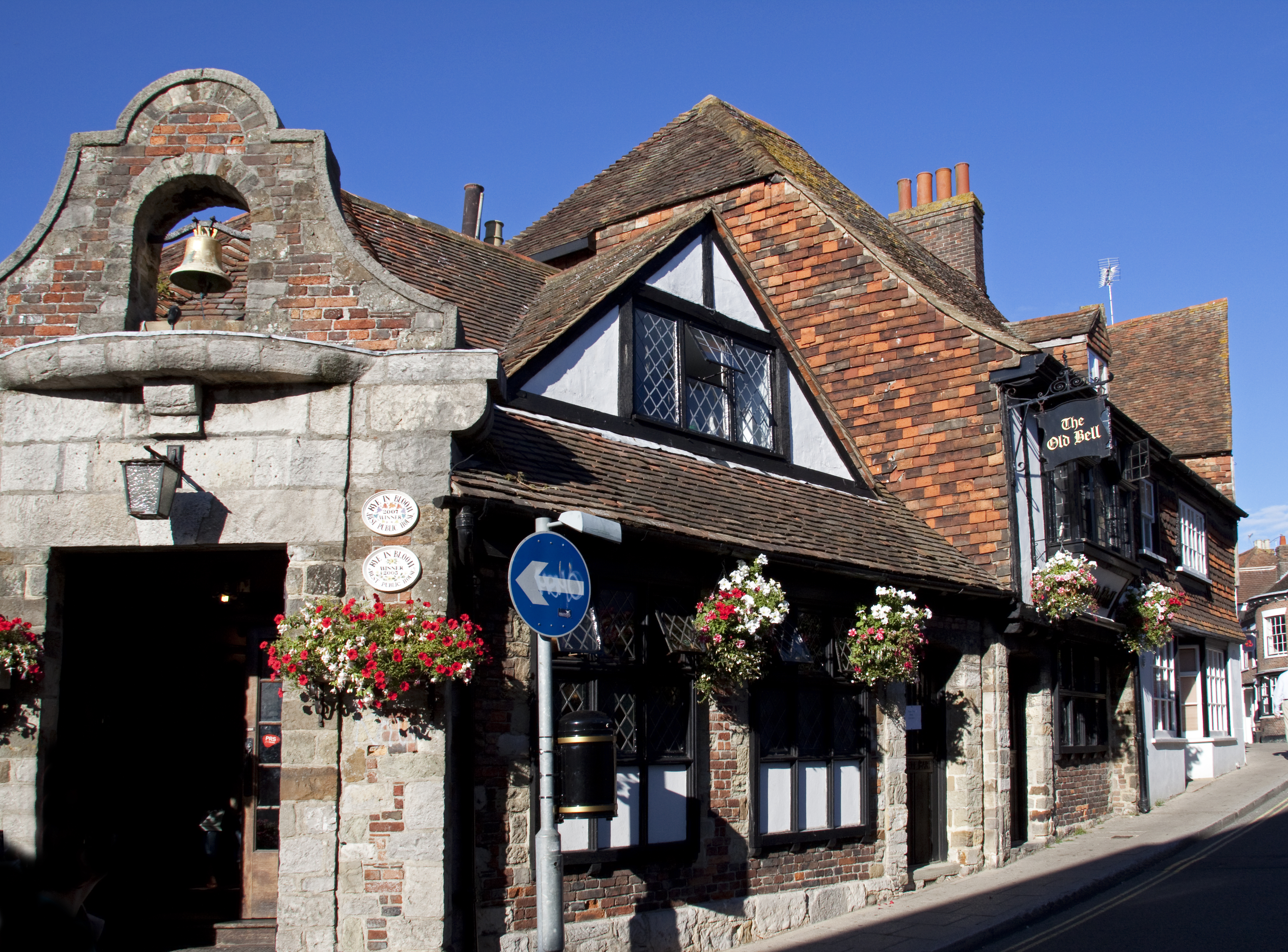
The Old Bell Inn

The Olde Bell Inn, también conocida como Ye Olde Bell Inn, es una antigua posada en la ciudad inglesa de Rye, en el condado de Sussex del Este. Como edificio clasificado de Grado II, forma parte del patrimonio histórico de Inglaterra.
Fue construida en 1390. Como estaba conectada a través de un túnel secreto con otra posada algo más al sur, "The Mermaid Inn", fue usada para el contrabando. En las décadas de 1730 y 1740, un grupo de contrabandistas llamado Hawkhurst Gang llevaba bienes desde "The Mermaid Inn" hacia un armario giratorio en "The Olde Bell", que les permitía huir rápidamente.
Tiene dos zonas de bar separadas, vigas originales de roble y una terraza con una glicina de 80 años.